# Daniel Mauch
Daniel Mauch (* kolem 1477, Ulm - 1540, Lutych) byl posledním významným řezbářem z přelomu pozdní gotiky a renesance z okruhu Ulmské školy.

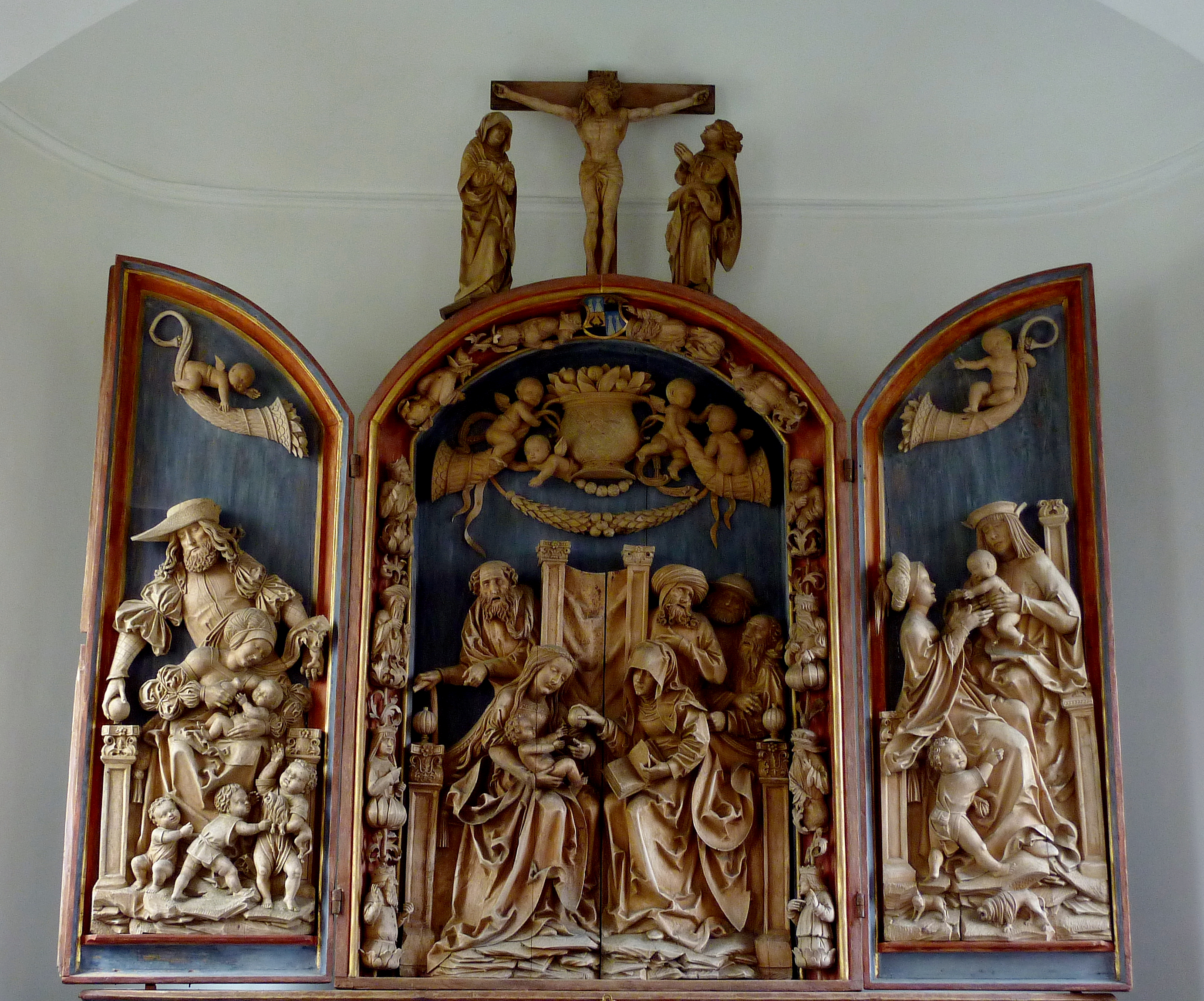
Daniel Mauch, "Bieselbacher Sippenaltar"

## Život
Daniel Mauch působil v Ulmu, ale až do 19. století byl znám jen z archivních záznamů a nebyla mu připsána žádná konkrétní díla. Byl zetěm ulmského malíře Jörg Stockera (1461-1527), s jehož dcerou Rosou se oženil kolem roku 1502/1503. Roku 1504 se narodil jeho jediný syn Daniel Mauch mladší, který vystudoval práva a zemřel jako kanovník ve Wormsu roku 1567. Roku 1508 je poprvé zmíněn jak „Daniel Bildhauer“, ale jeho dílna existovala už kolem roku 1503. Roku 1510 u něj podle zápisu v knize objednalo místní křesťanské bratrstvo "Marn" zhotovení desky pro oltář v kostele bosých františkánů (zničeno). Roku 1517 se přestěhoval do domu svého otce a roku 1520 jsou manželé Mauchovi zaznamenáni v knize bratrstva sv. Šebestiána v Geislingenu. Roku 1529 emigroval do katolického Lutychu v Nizozemí, ale zachoval si občanství v Ulmu. Důvodem byla vlna reformace spojená s obrazoborectvím a ztráta zakázek. Mauch zemřel v Lutychu roku 1540.

## Dílo

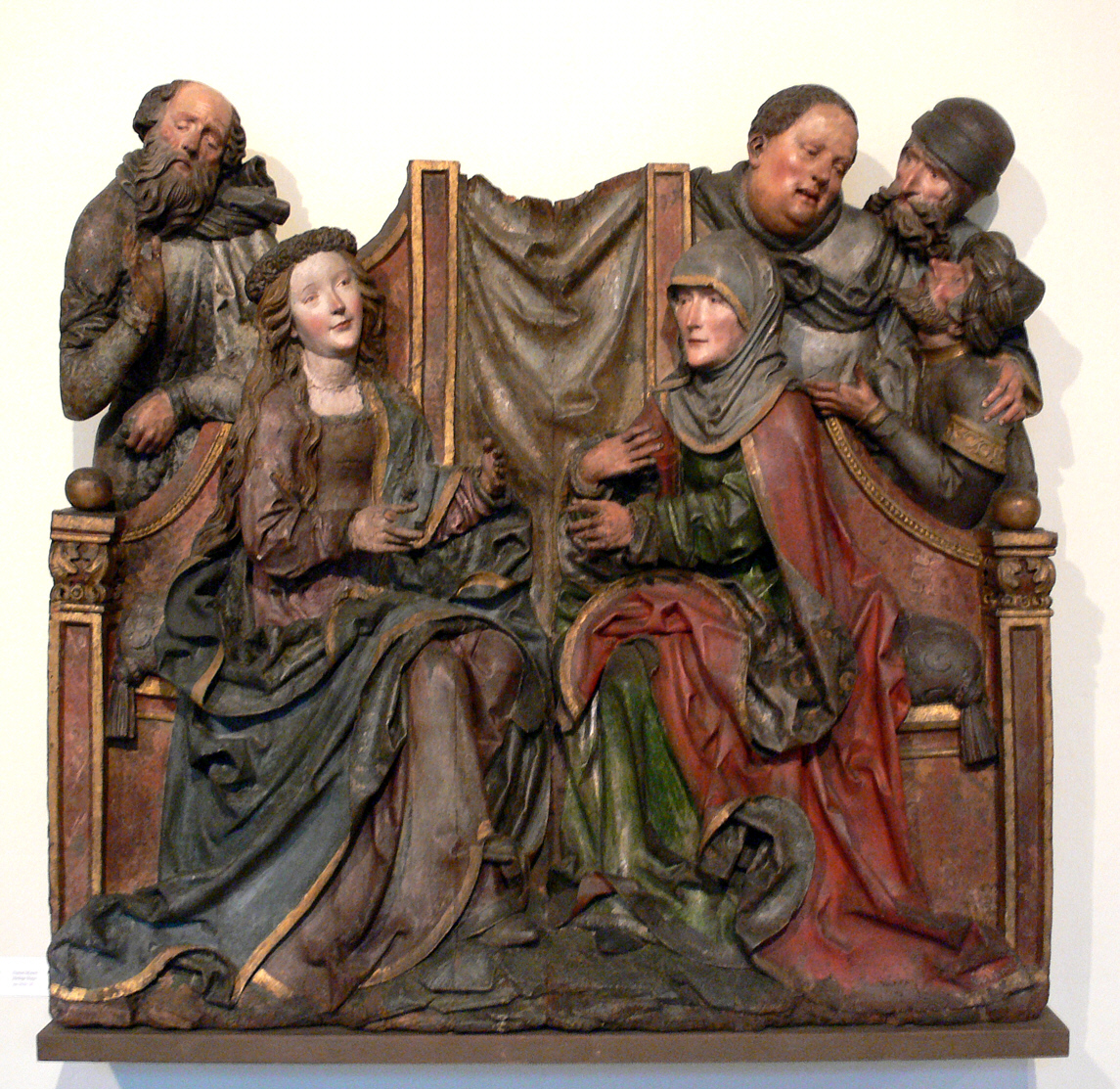
Daniel Mauch, Svatá rodina (1510/1515)

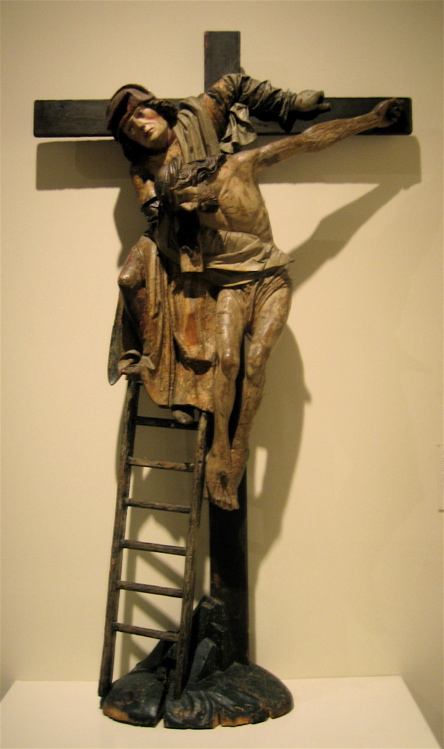
Snímání z kříže, LACMA

Některá díla Daniela Maucha byla zničena během vlny obrazoborectví roku 1531, ale zachovaly se o nich doklady: oltář pro kostel bosých františkánů v Umu (1510, s malířem Martinem Schaffnerem) a oltář pro klášter ve Wettenhausen (1514).
V Ulmském muzeu je několik soch Daniela Maucha, které jasně ukazují přechod od pozdní gotiky k renesanci. Během pobytu v Lutychu dělal drobné sošky nahých postav pro soukromé sběratele (Adam a Eva, Nahá stařena). Za vrcholné dílo a za jednu z nejkrásnějších soch německé renesance je považována jeho Madona na půlměsíci z roku 1530 (Berseliova Madona)

### Díla připisovaná Mauchovi
- 1500/1510 Sv. Maří Magdalena, Bayerisches Nationalmuseum in München
- 1505/1510 Svatá Anna samotřetí, Steinhausen an der Rottum[2]
- 1510 Zvěstování, aukce Christie's[3]
- 1510 Oltářní triptych ("Bieselbacher Sippenaltar"), Bieselbach, okres Horgau
- 1510/1515 Oltář s Korunováním Panny Marie ("Maggmannshofer Altar"), Marienkapelle, Kempten (Allgäu)
- 1510/1515 Svatá rodina, farnost Nanebevzetí v Tomerdingen, nyní Bayerisches Nationalmuseum München
- kolem 1515 Snímání z kříže, Los Angeles County Museum of Art
- 1520 Mariánský oltář pro (nyní protestantské) bratrstvo sv. Šebestiána, městský kostel Geislingen[4]
- 1520 Sv. Šebestián, Dionysiuskirche Munderkingen
- kolem 1520 Oltář sv. Anny, Oberstadion
- kolem 1520 Reliéf s Narozením Panny Marie, Liebieghaus, Frankfurt am Main
- kolem 1520 Nahá stařena, Liebieghaus, Frankfurt am Main
- 1520/1525 dílna, Skupina Ukřižování a reliéfy s výjevy ze života sv. Alžběty, farní kostel St. Elisabeth in Laugna
- kolem 1525 Smrt Panny Marie, Sv. Markéta, Mariä Himmelfahrt in Rechberghausen
- 1530 Berseliova Madona, Liège - Musée d'Art Religieux et d'Art Mosan[5]
- 1535 Adam a Eva, The Cleveland Museum of Art[6]
- busta Panny Marie, Johanniterhalle, Schwäbisch Hall